# Pellenes placidus
Pellenes placidus är en spindelart som beskrevs av Peckham, Peckham 1901. Pellenes placidus ingår i släktet Pellenes och familjen hoppspindlar. Inga underarter finns listade i Catalogue of Life.